# Nicolas-Joseph Maison
Nicolas-Joseph Maison, född den 19 december 1771 i Épinay, död den 13 februari 1840 i Paris, var en fransk markis och marskalk av Frankrike.
Maison inträdde 1792 i franska armén, var 1799 krigsministern Bernadottes generaladjutant och utmärkte sig vid Austerlitz (1805) och Jena (1806) samt på Pyreneiska halvön (1808). Under fälttåget mot Ryssland (1812) blev han divisionsgeneral och baron. Han kämpade därefter tappert vid Leipzig (1813), utnämndes till greve och förde 1814 befälet i Belgien.
Efter Napoleons tronavsägelse hyllade han Ludvig XVIII och blev pär samt guvernör i Paris. Vid Napoleons återkomst från Elba följde han efter kungen till Gent, ådagalade efter "de hundra dagarna" vid flera tillfällen rätt stor politisk frimodighet, men upphöjdes dock 1817 till markis och fick 1828 kommandot över de franska trupper, som sändes till Morea för att hjälpa grekerna.
Sedan han där tvungit Ibrahim pascha att lämna halvön, erhöll han 1829 marskalksstaven. Vid revolutionen 1830 förklarade han sig för den orleanska dynastin. Den 2 november samma år övertog han på några veckor utrikesministerportföljen, var därefter sändebud i Wien, flyttades 1833 till Sankt Petersburg och slutade sin bana som krigsminister (april 1835–september 1836).

## Utmärkelser
- Storkors av Hederslegionen
- Namn ingraverat på Triumfbågen
- Storkors av Réunionorden
- Storkors av Frälsarens orden
- Marskalk av Frankrike
- Storkors av Leopoldorden
- Storkors av Sankt Ludvigsorden
- Max-Josefsorden
- Storkorset av Karl III:s orden

[Redigera Wikidata]